# Mecsek
Mecsek este o arie protejată (arie specială de conservare — SAC, sit de importanță comunitară — SCI) din Ungaria întinsă pe o suprafață de 26.181,17 ha, integral pe uscat.

## Localizare
Centrul sitului Mecsek este situat la coordonatele 46°12′31″N 18°21′54″E / 46.208611°N 18.365°E.

## Înființare
Situl Mecsek a fost declarat sit de importanță comunitară în mai 2004 pentru a proteja 4 specii de plante și 27 de specii de animale. Situl a fost protejat și ca arie specială de conservare în februarie 2010.

## Biodiversitate
Situată în ecoregiunea panonică, aria protejată conține 23 de habitate naturale: Pajiști stepice subpanonice, Păduri de fag Luzulo-Fagetum, Păduri pe pante, grohotișuri și ravene de Tilio-Acerion, Păduri panonice-balcanice de stejar turcesc - stejar sesil, Pajiști panonice carstice (Stipo-Festucetalia pallentis), Păduri panonice cu Quercus pubescens, Fânețe de joasă altitudine (Alopecurus pratensis, Sanguisorba officinalis), Păduri ilirice de stejar și carpen (Erythronio-Carpinion), Liziere de ierburi înalte hidrofile de câmpie și de nivel montan până la alpin, Păduri ilirice de Fagus sylvatica (Aremonio-Fagion), Pajiști carstice calcaroase sau bazofile, de Alysso-Sedion albi, Tufărișuri subcontinentale peripanonice, Pante stâncoase calcaroase cu vegetație casmofită, Peșteri inaccesibile publicului, Pante stâncoase silicioase cu vegetație casmofită, Păduri aluvionare cu Alnus glutinosa și Fraxinus excelsior (Alno-Padion, Alnion incanae, Salicion albae), Izvoare petrifiante cu formare de travertin (Cratoneurion), Păduri de fag din Europa Centrală dezvoltate pe sol calcaros cu Cephalanthero-Fagion, Pajiști aluvionare inundabile, de Cnidion dubii, Pajiști uscate seminaturale și facies de acoperire cu tufișuri pe substraturi calcaroase (Festuco-Brometalia) (* situri importante pentru orhidee), Păduri mixte riverane de Quercus robur, Ulmus laevis și Ulmus minor, Fraxinus excelsior sau Fraxinus angustifolia, de-a lungul marilor râuri (Ulmenion minoris), Mlaștini alcaline, Pajiști aluvionare inundabile, de Cnidion dubii.
La baza desemnării sitului se află mai multe specii protejate:
- plante (4): Himantoglossum caprinum, Paeonia officinalis subsp. banatica, sisinei (Pulsatilla grandis), Serratula lycopifolia
- amfibieni (2): buhai de baltă cu burta roșie (Bombina bombina), izvoraș-cu-burta-galbenă (Bombina variegata)
- mamifere (9): liliac cârn (Barbastella barbastellus), liliac cu aripi lungi (Miniopterus schreibersii), liliac cu urechi mari (Myotis bechsteinii), liliac cu urechi de șoarece (Myotis blythii), liliac de iaz (Myotis dasycneme), liliac cărămiziu (Myotis emarginatus), liliac comun (Myotis myotis), liliacul mare cu potcoavă (Rhinolophus ferrumequinum), liliacul mic cu potcoavă (Rhinolophus hipposideros)
- nevertebrate (16): croitorul mare al stejarului (Cerambyx cerdo), Coenagrion ornatum, Cordulegaster heros, Erannis ankeraria, fluturele de noapte (Eriogaster catax), Euplagia quadripunctaria, Hypodryas maturna, Isophya costata, rădașcă (Lucanus cervus), fluturele purpuriu (Lycaena dispar), croitorul cenușiu al stejarului (Morimus funereus), Paladilhia hungarica, Pilemia tigrina, Rosalia alpina, Vertigo angustior, Vertigo moulinsiana

Pe lângă speciile protejate, pe teritoriul sitului au mai fost identificate 2 specii de amfibieni, 3 specii de nevertebrate, 4 specii de reptile.